# Koinónia Könyvkiadó
A kolozsvári Koinónia Könyvkiadó kezdetben főként teológiai, a református keresztény 
hagyományt ápoló művek kiadásával foglalkozott. Az évek során a kiadó profilja egyre bővült, jelenleg kortárs szépirodalmi műveknek, színháztudományi írásoknak, gyermekeknek szóló kiadványoknak és fordításköteteknek egyaránt biztosít megjelenési lehetőséget. A koinonia görög eredetű szó, közösséget, bensőséges kapcsolatot, részesedést, részvételt jelent.

## A kiadó története
A Koinónia Könyvkiadót a kilencvenes évek elején alapította egy teológusokból, irodalmárokból és műszaki végzettségűekből álló csoport. A kiadót a Koinónia Multimédia nevű intézmény részeként képzelték el, 1993-ban pedig hivatalosan is bejegyeztették a szervezetet.
1994-ben a szervezet kuratóriumába diákokat választottak, és 1994-től a könyvek megjelentetésén túl a Koinóniának az is a célkitűzései között szerepelt, hogy a Kolozsváron tanuló egyetemistákat közösséggé formálja. Így, amellett, hogy számos diákrendezvény megszervezésére és lebonyolítására teremtett lehetőséget, mint lapkiadó kezdetben a Kulcs című diákújság megjelentetésére vállalkozott. 
1993-ban újraindította a Kecskeméthy István teológiai professzor által alapított Kis Tükör című református missziói lapot. 1997-ben a diákoknak szóló programokért felelős csapat különvált a kiadótól, és Genézius Társaság néven folytatta tevékenységét.
2009-től a kiadó Könyvtér néven saját könyvesboltot alapított, mely Kolozsvár mellett immár Nagyváradon is működik.

## A kiadó vezetői
- Kálmán Csaba (1993–1994)
- Daray Attila (1994-1999)
- Dr. Visky András (1999–2009)
- Zágoni Balázs (2009-)

## Fontosabb kiadványok
- Hervay Gizella: Kobak könyve
- Kányádi Sándor: Volt egyszer egy kis zsidó (a Gryllus Kiadó CD mellékletével)
- Eginald Schlattner: Fejvesztett kakas
- Dr. Kecskeméthy István (szerk.): Biblia
- Máté Angi: Mamó
- Sándor Iván: A futár
- Zakariás Erzsébet: Vót, hol nem vót – moldvai csángó népmesék
- Kincses Képeskönyv sorozat
- Barni könyve sorozat
- Színházi könyvek sorozat.
- Visky Ferenc könyvei

## Külső hivatkozások
A kiadó hivatalos honlapja
A Könyvtér hivatalos honlapja